# Lauben (powiat Oberallgäu)
Lauben – miejscowość i gmina w południowych Niemczech, w kraju związkowym Bawaria, w rejencji Szwabia, w regionie Allgäu, w powiecie Oberallgäu. Leży w Allgäu, około 30 km na północ od Sonthofen i ok. 6 km od Kempten (Allgäu), nad rzeką Iller.

## Demografia
| Rok  | Liczba mieszk. |
| 1970 | 1 847          |
| 1987 | 2 757          |
| 2000 | 3 103          |
| 2004 | 3 277          |

## Polityka
Wójtem gminy jest Berthold Ziegler, w radzie gminy zasiada 16 osób.
|      | CSU/FW | Unabhängige Gemeindebürger | Razem |
| 2008 | 8      | 8                          | 16    |
| 2002 | 8      | 8                          | 16    |